# WWE Unforgiven
Unforgiven – zakończony cykl gal profesjonalnego wrestlingu produkowanych co wrzesień (z wyjątkiem 1998) w latach 1998–2008 przez World Wrestling Entertainment i nadawanych na żywo w systemie pay-per-view. Cykl rozpoczął się pod banderą In Your House w kwietniu 1998 i odbył się na nim pierwszy inferno match pomiędzy The Undertakerem i Kane’em. Od 2003 do 2006 cykl był własnością brandu Raw.
W 2009 Unforgiven zostało zastąpione przez Breaking Point.

## Lista gal
|  | Gala brandu Raw |

| Gala                                       | Lokalizacja                   | Arena                       | Walka wieczoru |
| ------------------------------------------ | ----------------------------- | --------------------------- | --- |
| Unforgiven: In Your House 26 kwietnia 1998 | Greensboro, Karolina Północna | Greensboro Coliseum Complex | Stone Cold Steve Austin (c) vs. Dude Love Singles match o WWF Championship |
| Unforgiven (1999) 26 września 1999         | Charlotte, Karolina Północna  | Charlotte Coliseum          | Triple H vs. The Rock vs. Kane vs. Mankind vs. Big Show vs. The British Bulldog Six-Pack Challenge o zawieszony WWF Championship z sędzią specjalnym Stone Cold Steve’em Austinem          |
| Unforgiven (2000) 24 września 2000         | Filadelfia, Pensylwania       | First Union Center          | The Rock (c) vs. Chris Benoit vs. The Undertaker vs. Kane Fatal 4-Way match o WWF Championship                                                                                             |
| Unforgiven (2001) 23 września 2001         | Pittsburgh, Pensylwania       | Mellon Arena                | Stone Cold Steve Austin (c) vs. Kurt Angle Singles match o WWF Championship |
| Unforgiven (2002) 22 września 2002         | Los Angeles, Kalifornia       | Staples Center              | Brock Lesnar (c) vs. The Undertaker Singles match o WWE Championship |
| Unforgiven (2003) 21 września 2003         | Hershey, Pensylwania          | Giant Center                | Triple H (c) vs. Goldberg Title vs. Career match o World Heavyweight Championship; jeśli Triple H zostanie zdyskwalifikowany, straci tytuł; jeśli Goldberg przegra, przejdzie na emeryturę |
| Unforgiven (2004) 11 września 2004         | Portland, Oregon              | Rose Garden                 | Randy Orton (c) vs. Triple H Singles match o World Heavyweight Championship |
| Unforgiven (2005) 18 września 2005         | Oklahoma City, Oklahoma       | Ford Center                 | John Cena (c) vs. Kurt Angle Singles match o WWE Championship |
| Unforgiven (2006) 17 września 2006         | Toronto, Ontario              | Air Canada Centre           | Edge (c) vs. John Cena Tables, Ladders and Chairs match o WWE Championship; jeśli Cena przegra, zostanie przeniesiony do brandu SmackDown!                                                 |
| Unforgiven (2007) 16 września 2007         | Memphis, Tennessee            | FedExForum                  | The Undertaker vs. Mark Henry |
| Unforgiven (2008) 7 września 2008          | Cleveland, Ohio               | Quicken Loans Arena         | Chris Jericho vs. Batista vs. Kane vs. John „Bradshaw” Layfield vs. Rey Mysterio Championship Scramble o zawieszony World Heavyweight Championship                                         |

## Wyniki gal

### 1998
Unforgiven: In Your House – gala wrestlingu wyprodukowana przez World Wrestling Federation (WWF). Odbyła się 26 kwietnia 1998 w Greensboro Coliseum w Greensboro w stanie Karolina Północna. Emisja była przeprowadzana na żywo w systemie pay-per-view. Była to dwudziesta pierwsza gala w chronologii cyklu In Your House, a także pierwsza w chronologii cyklu Unforgiven. Na plakatach reklamujących galę po raz pierwszy użyto nowego loga federacji, z którego korzystano w latach 1997–2002.
Podczas gali odbyło się siedem walk. W walce wieczoru Dude Love pokonał Stone Colda Steve’a Austina przez dyskwalifikację i nie odebrał mu WWF Championship. Oprócz tego The Undertaker pokonał Kane’a w pierwszym w historii Inferno matchu, zaś Triple H obronił WWF European Championship w starciu z Owenem Hartem.
| Nr                                 | Wyniki | Stypulacje                                       | Czas  |
| ---------------------------------- | --- | ------------------------------------------------ | ----- |
| 1                                  | Faarooq, Ken Shamrock i Steve Blackman pokonali The Nation (The Rocka, D’Lo Browna i Marka Henry’ego) (z Kamą Mustafą)                                     | Six-man tag team match                           | 13:32 |
| 2                                  | Triple H (c) pokonał Owena Harta | Singles match o WWF European Championship        | 12:26 |
| 3                                  | The New Midnight Express (Bodacious Bart i Bombastic Bob) (c) (z Jimem Cornettem) pokonali The Rock ’n’ Roll Express (Ricky’ego Mortona i Roberta Gibsona) | Tag team match o NWA World Tag Team Championship | 7:12  |
| 4                                  | Luna Vachon (z The Artist Formerly Known as Goldust) pokonała Sable                                                                                        | Evening Gown match                               | 2:50  |
| 5                                  | The New Age Outlaws (Billy Gunn i Road Dogg) (c) pokonali LOD 2000 (Hawka i Animala) (z Sunny)                                                             | Tag team match o WWF Tag Team Championship       | 12:13 |
| 6                                  | The Undertaker pokonał Kane’a (z Paulem Bearerem) | Inferno match                                    | 16:00 |
| 7                                  | Dude Love pokonał Stone Colda Steve’a Austina (c) przez dyskwalifikację                                                                                    | Singles match o WWF Championship                 | 18:49 |
| (c) – mistrz/mistrzyni przed walką | |                                                  |       |

### 1999
Unforgiven (1999) – gala wrestlingu wyprodukowana przez World Wrestling Federation (WWF). Odbyła się 26 września 1999 w Charlotte Coliseum w Charlotte w stanie Karolina Północna. Emisja była przeprowadzana na żywo w systemie pay-per-view. Była to druga gala w chronologii cyklu Unforgiven.
Podczas gali odbyło się dziewięć walk. Walką wieczoru był Six-Pack Challenge o zawieszony WWF Championship, w którym Triple H pokonał The Rocka, Mankinda, Kane’a, Big Showa i The British Bulldoga. Ponadto Jeff Jarrett obronił WWF Intercontinental Championship pokonując Chynę przez dyskwalifikację, zaś The New Age Outlaws (Billy Gunn i Road Dogg) pokonali Edge’a i Christiana broniąc WWF Tag Team Championship.
| Nr                                 | Wyniki                                                                                   | Stypulacje                                                                                        | Czas  |
| ---------------------------------- | ---------------------------------------------------------------------------------------- | ------------------------------------------------------------------------------------------------- | ----- |
| 1                                  | Val Venis pokonał Steve’a Blackmana                                                      | Singles match                                                                                     | 06:29 |
| 2                                  | D’Lo Brown pokonał Marka Henry’ego (c)                                                   | Singles match o WWF European Championship                                                         | 09:11 |
| 3                                  | Jeff Jarrett (c) (z Miss Kitty) pokonał Chynę przez dyskwalifikację                      | Singles match o WWF Intercontinental Championship                                                 | 11:51 |
| 4                                  | The Acolytes (Faarooq i Bradshaw) pokonali The Dudley Boyz (Bubba Raya i D-Vona Dudleya) | Tag team match                                                                                    | 07:28 |
| 5                                  | Ivory (c) pokonała Lunę Vachon                                                           | Hardcore match o WWF Women’s Championship                                                         | 03:37 |
| 6                                  | The New Age Outlaws (Billy Gunn i Road Dogg) (c) pokonali Edge’a i Christiana            | Tag team match o WWF Tag Team Championship                                                        | 11:07 |
| 7                                  | Al Snow (c) pokonał Big Boss Mana                                                        | Kennel from Hell match o WWF Hardcore Championship                                                | 11:25 |
| 8                                  | X-Pac pokonał Chrisa Jericho (z Curtisem Hughesem)                                       | Singles match                                                                                     | 12:57 |
| 9                                  | Triple H pokonał The Rocka, Mankinda, Kane’a, Big Showa i The British Bulldoga           | Six-Pack Challenge o zawieszony WWF Championship z sędzią specjalnym Stone Cold Steve’em Austinem | 20:23 |
| (c) – mistrz/mistrzyni przed walką |                                                                                          |                                                                                                   |       |

### 2000
Unforgiven (2000) – gala wrestlingu wyprodukowana przez World Wrestling Federation (WWF). Odbyła się 24 września 2000 w First Union Center w Filadelfii w Pensylwanii. Emisja była przeprowadzana na żywo w systemie pay-per-view. Była to trzecia gala w chronologii cyklu Unforgiven.
Podczas gali odbyło się osiem walk. Walką wieczoru był Fatal 4-Way match o WWF Championship. w którym Dwayne Johnson obronił tytuł pokonując Chrisa Benoit, The Undertakera i Kane’a. Triple H zdołał pokonać Kurta Angle’a w No Disqualification matchu, zaś The Hardy Boyz (Matt i Jeff Hardy) pokonali Edge’a i Christiana w Steel Cage matchu i odebrali im WWF Tag Team Championship.
| Nr                                 | Wyniki | Stypulacje                                                    | Czas  |
| ---------------------------------- | --- | ------------------------------------------------------------- | ----- |
| 1                                  | Right to Censor (Steven Richards, Val Venis, Bull Buchanan i The Goodfather) pokonali The Dudley Boyz (Bubba Raya i D-Vona) i The APA (Faarooqa i Bradshawa) | Eight-man tag team match                                      | 06:04 |
| 2                                  | Tazz pokonał Jerry’ego Lawlera poprzez submission | Strap match                                                   | 05:05 |
| 3                                  | Steve Blackman (c) pokonał Perry’ego Saturna, Testa, Crasha Holly’ego, Al Snowa i Funakiego                                                                  | Hardcore match o WWF Hardcore Championship                    | 10:00 |
| 4                                  | Chris Jericho pokonał X-Paca poprzez submission | Singles match                                                 | 09:03 |
| 5                                  | The Hardy Boyz (Matt i Jeff Hardy) (z Litą) pokonali Edge’a i Christiana (c)                                                                                 | Steel Cage match o WWF Tag Team Championship                  | 13:32 |
| 6                                  | Eddie Guerrero (c) (z Chyną) pokonał Rikishiego przez dyskwalifikację                                                                                        | Singles match o WWF Intercontinental Championship             | 06:03 |
| 7                                  | Triple H (ze Stephanie McMahon-Helmsley) pokonał Kurta Angle’a                                                                                               | No Disqualification match z sędzią specjalnym Mickiem Foleyem | 17:26 |
| 8                                  | The Rock (c) pokonał Chrisa Benoit, The Undertakera i Kane’a                                                                                                 | Fatal-4-Way match o WWF Championship                          | 15:18 |
| (c) – mistrz/mistrzyni przed walką | |                                                               |       |

### 2001
Unforgiven (2001) – gala wrestlingu wyprodukowana przez World Wrestling Federation (WWF). Odbyła się 23 września 2001 w Mellon Arena w Pittsburgu w Pensylwanii. Emisja była przeprowadzana na żywo w systemie pay-per-view. Była to czwarta gala w chronologii cyklu Unforgiven.
Podczas gali odbyło się dziewięć walk, w tym jedna będąca częścią niedzielnej tygodniówki Sunday Night Heat. W walce wieczoru Kurt Angle pokonał Stone Colda Steve’a Austina poprzez submission i zdobył WWF Championship. Prócz tego Christian pokonał Edge’a w singlowej walce i odebrał mu WWF Intercontinental Championship, zaś The Rock pokonał Shane’a McMahona i Bookera T w Triple Threat matchu broniąc WCW Championship.
| Nr                                                                                            | Wyniki | Stypulacje                                             | Czas  |
| --------------------------------------------------------------------------------------------- | --- | ------------------------------------------------------ | ----- |
| 1H                                                                                            | Billy Gunn (WWF) pokonał Tommy’ego Dreamera (Alliance) | Singles match                                          | 03:12 |
| 2                                                                                             | The Dudley Boyz (Bubba Ray i D-Von Dudley) (c) (Alliance) pokonali Big Showa i Spike’a Dudleya (WWF), Lance’a Storma i The Hurricane’a (Alliance) oraz The Hardy Boyz (Matta i Jeffa Hardy’ego) (WWF) | Four way elimination match o WWF Tag Team Championship | 14:21 |
| 3                                                                                             | Perry Saturn (WWF) pokonał Ravena (z Terri Runnels) (Alliance) | Singles match                                          | 05:07 |
| 4                                                                                             | Christian (WWF) pokonał Edge’a (c) (WWF) | Singles match o WWF Intercontinental Championship      | 11:53 |
| 5                                                                                             | The Brothers of Destruction (The Undertaker i Kane) (c) (WWF) pokonali KroniK (Briana Adamsa i Bryana Clarka) (ze Stevenem Richardsem) (Alliance)                                                     | Tag team match o WCW Tag Team Championship             | 10:22 |
| 6                                                                                             | Rob Van Dam (c) (Alliance) pokonał Chrisa Jericho (WWF) | Hardcore match o WWF Hardcore Championship             | 16:33 |
| 7                                                                                             | The Rock (c) (WWF) pokonał Bookera T i Shane’a McMahona (Alliance) | Handicap match o WCW Championship                      | 15:23 |
| 8                                                                                             | Rhyno (Alliance) pokonał Tajiriego (c) (z Torrie Wilson) (WWF) | Singles match o WCW United States Championship         | 04:50 |
| 9                                                                                             | Kurt Angle (WWF) pokonał Stone Colda Steve’a Austina (c) (Alliance) poprzez submission | Singles match o WWF Championship                       | 23:12 |
| (c) – mistrz/mistrzyni przed walkąH – walka była transmitowana przed PPV na Sunday Night Heat | |                                                        |       |

### 2002
Unforgiven (2002) – gala wrestlingu wyprodukowana przez federację World Wrestling Entertainment (WWE). Odbyła się 22 września 2002 w Staples Center w Los Angeles w Kalifornii. Emisja była przeprowadzana na żywo w systemie pay-per-view. Była to piąta gala w chronologii cyklu Unforgiven.
Podczas gali odbyło się dziewięć walk, w tym jedna będąca częścią niedzielnej tygodniówki Sunday Night Heat. Walka wieczoru pomiędzy Brockiem Lesnarem i The Undertakerem o WWE Championship zakończyła się podwójną dyskwalifikacją. Ponadto Triple H zdołał obronić nowo-wprowadzony World Heavyweight Championship pokonując Roba Van Dama, a Chris Jericho skutecznie obronił WWE Intercontinental Championship pokonując Rica Flaira poprzez submission.
| Nr                                                                                            | Wyniki | Stypulacje                                        | Czas  |
| --------------------------------------------------------------------------------------------- | --- | ------------------------------------------------- | ----- |
| 1H                                                                                            | Rey Mysterio pokonał Chavo Guerrero                                                                                        | Singles match                                     | 08:58 |
| 2                                                                                             | Kane, Goldust, Booker T i Bubba Ray Dudley pokonali The Un-Americans (Lance’a Storma, Christiana, Williama Regala i Testa) | Eight-man tag team match                          | 08:58 |
| 3                                                                                             | Chris Jericho (c) pokonał Rica Flaira poprzez submission                                                                   | Singles match o WWE Intercontinental Championship | 06:16 |
| 4                                                                                             | Eddie Guerrero defeated Edge                                                                                               | Singles match                                     | 11:55 |
| 5                                                                                             | 3-Minute Warning (Rosey i Jamal) (z Rico) pokonali Billy’ego i Chucka                                                      | Tag team match                                    | 06:38 |
| 6                                                                                             | Triple H (c) pokonał Roba Van Dama                                                                                         | Singles match o World Heavyweight Championship    | 18:17 |
| 7                                                                                             | Trish Stratus pokonała Molly Holly (c)                                                                                     | Singles match o WWE Women’s Championship          | 05:46 |
| 8                                                                                             | Chris Benoit pokonał Kurta Angle’a                                                                                         | Singles match                                     | 13:55 |
| 9                                                                                             | Brock Lesnar (c) (z Paulem Heymanem) vs. The Undertaker zakończyło się podwójną dyskwalifikacją                            | Singles match o WWE Championship                  | 20:27 |
| (c) – mistrz/mistrzyni przed walkąH – walka była transmitowana przed PPV na Sunday Night Heat | |                                                   |       |

### 2003
Unforgiven (2003) – gala wrestlingu wyprodukowana przez federację World Wrestling Entertainment (WWE) dla zawodników z brandu Raw. Odbyła się 21 września 2003 w Giant Center w Hershey w Pensylwanii. Emisja była przeprowadzana na żywo w systemie pay-per-view. Była to szósta gala w chronologii cyklu Unforgiven.
Podczas gali odbyło się dziewięć walk, w tym jedna będąca częścią niedzielnej tygodniówki Sunday Night Heat. Bill Goldberg mógł kontynuować swoją karierę pokonując Triple H’a i zdobywając World Heavyweight Championship w Title vs. Career matchu. Christian obronił WWE Intercontinental Championship poprzez pokonanie Chrisa Jericho i Roba Van Dama w Triple Threat matchu, zaś Kane pokonał Shane’a McMahona w Last Man Standing matchu.
| Nr                                                                                            | Wyniki | Stypulacje | Czas  |
| --------------------------------------------------------------------------------------------- | --- | --- | ----- |
| 1H                                                                                            | Maven pokonał Stevena Richardsa (z Victorią)                                                                              | Singles match | 05:13 |
| 2                                                                                             | The Dudley Boyz (Bubba Ray i D-Von Dudley) pokonali La Résistance (Roba Conwaya, Sylvaina Greniera i Renégo Dupréego) (c) | Handicap tables match o World Tag Team Championship | 10:17 |
| 3                                                                                             | Test pokonał Scotta Steinera (ze Stacy Keibler)                                                                           | Singles match o usługi menedżerskie Keibler; jeżeli wygra Test, Steiner będzie jego sługą                                                                                | 06:56 |
| 4                                                                                             | Randy Orton (z Rikiem Flairem) pokonał Shawna Michaelsa                                                                   | Singles match | 18:47 |
| 5                                                                                             | Trish Stratus i Lita pokonały Molly Holly i Gail Kim                                                                      | Tag team match | 06:46 |
| 6                                                                                             | Kane pokonał Shane’a McMahona                                                                                             | Last Man Standing match | 19:42 |
| 7                                                                                             | Christian (c) pokonał Chrisa Jericho i Roba Van Dama                                                                      | Triple threat match o WWE Intercontinental Championship | 19:03 |
| 8                                                                                             | Al Snow i Jonathan Coachman pokonali Jima Rossa i Jerry’ego Lawlera                                                       | Tag team match o rolę komentatorów tygodniówki Raw | 08:16 |
| 9                                                                                             | Goldberg pokonał Triple H’a (c)                                                                                           | Title vs. Career match o World Heavyweight Championship Jeśli Triple H zostanie zdyskwalifikowany lub odliczony, straci tytuł; jeśli Goldberg przegra, zakończy karierę. | 14:57 |
| (c) – mistrz/mistrzyni przed walkąH – walka była transmitowana przed PPV na Sunday Night Heat | | |       |

### 2004
Unforgiven (2004) – gala wrestlingu wyprodukowana przez federację World Wrestling Entertainment (WWE) dla zawodników z brandu Raw. Odbyła się 12 września 2004 w Rose Garden w Portlandzie w stanie Oregon. Emisja była przeprowadzana na żywo w systemie pay-per-view. Była to siódma gala w chronologii cyklu Unforgiven.
Podczas gali odbyło się osiem walk, w tym jedna będąca częścią niedzielnej tygodniówki Sunday Night Heat. W walce wieczoru Triple H pokonał byłego członka grupy Evolution Randy’ego Ortona i odebrał mu World Heavyweight Championship. Odbył się również ladder match o zawieszony WWE Intercontinental Championship, w którym Chris Jericho pokonał Christiana. Ponadto Shawn Michaels pokonał Kane’a w No Disqualification matchu.
| Nr                                                                                            | Wyniki                                                                                     | Stypulacje                                                  | Czas  |
| --------------------------------------------------------------------------------------------- | ------------------------------------------------------------------------------------------ | ----------------------------------------------------------- | ----- |
| 1H                                                                                            | Maven pokonał Rodneya Macka (z Jazz)                                                       | Singles match                                               | 04:42 |
| 2                                                                                             | Chris Benoit i William Regal pokonali Evolution (Rica Flaira i Batistę) poprzez submission | Tag team match                                              | 15:07 |
| 3                                                                                             | Trish Stratus (c) (z Tysonem Tomko) pokonała Victorię                                      | Singles match o WWE Women’s Championship                    | 08:21 |
| 4                                                                                             | Tyson Tomko pokonał Stevena Richardsa                                                      | Singles match                                               | 06:24 |
| 5                                                                                             | Chris Jericho pokonał Christiana                                                           | Ladder match o zawieszony WWE Intercontinental Championship | 22:29 |
| 6                                                                                             | Shawn Michaels pokonał Kane’a (z Litą)                                                     | No Disqualification match                                   | 18:02 |
| 7                                                                                             | La Résistance (Sylvain Grenier i Robért Conway) (c) pokonali Rhyno i Tajiriego             | Tag team match o World Tag Team Championship                | 09:40 |
| 8                                                                                             | Triple H pokonał Randy’ego Ortona (c)                                                      | Singles match o World Heavyweight Championship              | 24:45 |
| (c) – mistrz/mistrzyni przed walkąH – walka była transmitowana przed PPV na Sunday Night Heat |                                                                                            |                                                             |       |

### 2005
Unforgiven (2005) – gala wrestlingu wyprodukowana przez federację World Wrestling Entertainment (WWE) dla zawodników z brandu Raw. Odbyła się 18 września 2005 w Ford Center w Oklahoma City w stanie Oklahoma. Emisja była przeprowadzana na żywo w systemie pay-per-view. Była to ósma gala w chronologii cyklu Unforgiven.
Podczas gali odbyło się dziewięć walk, w tym jedna będąca częścią niedzielnej tygodniówki Sunday Night Heat. W walce wieczoru Kurt Angle pokonał przez dyskwalifikację Johna Cenę i nie zdobył WWE Championship. Ric Flair zdobył pierwszy raz w karierze WWE Intercontinental Championship pokonując Carlito poprzez submission. Ponadto Matt Hardy pokonał Edge’a w Steel Cage matchu.
| Nr                                                                                            | Wyniki | Stypulacje                                        | Czas  |
| --------------------------------------------------------------------------------------------- | --- | ------------------------------------------------- | ----- |
| 1H                                                                                            | Rob Conway pokonał Tajiriego                                                                               | Singles match                                     | 03:44 |
| 2                                                                                             | Ric Flair pokonał Carlito (c) poprzez submission                                                           | Singles match o WWE Intercontinental Championship | 11:46 |
| 3                                                                                             | Trish Stratus i Ashley Massaro pokonały The Ladies in Pink (Victorię i Torrie Wilson) (z Candice Michelle) | Tag team match                                    | 07:05 |
| 4                                                                                             | Big Show pokonał Snitsky’ego                                                                               | Singles match                                     | 06:11 |
| 5                                                                                             | Shelton Benjamin pokonał Kerwina White’a                                                                   | Singles match                                     | 08:06 |
| 6                                                                                             | Matt Hardy pokonał Edge’a (z Litą)                                                                         | Steel Cage match                                  | 21:33 |
| 7                                                                                             | Lance Cade i Trevor Murdoch pokonali The Hurricane’a i Rosey’ego (c)                                       | Tag team match o World Tag Team Championship      | 07:40 |
| 8                                                                                             | Shawn Michaels pokonał Chrisa Mastersa                                                                     | Singles match                                     | 16:44 |
| 9                                                                                             | Kurt Angle pokonał Johna Cenę (c) przez dyskwalifikację                                                    | Singles match o WWE Championship                  | 17:15 |
| (c) – mistrz/mistrzyni przed walkąH – walka była transmitowana przed PPV na Sunday Night Heat | |                                                   |       |

### 2006
Unforgiven (2006) – gala wrestlingu wyprodukowana przez federację World Wrestling Entertainment (WWE) dla zawodników z brandu Raw. Odbyła się 17 września 2006 w Air Canada Centre w Toronto w prowincji Ontario. Emisja była przeprowadzana na żywo w systemie pay-per-view. Była to dziewiąta gala w chronologii cyklu Unforgiven.
Podczas gali odbyło się osiem walk, w tym jedna nietransmitowana w telewizji. Walką wieczoru był Tables, Ladders and Chairs match o WWE Championship, w którym John Cena odebrał mistrzostwo Edge’owi. Ponadto Johnny Nitro obronił WWE Intercontinental Championship pokonując Jeffa Hardy’ego, zaś D-Generation X (Triple H i Shawn Michaels) pokonali Mr. McMahona, Shane’a McMahona i Big Showa w 3-on-2 handicap Hell in a Cell matchu. W swojej ostatniej walce w karierze Trish Stratus pokonała Litę poprzez submission i odebrała jej WWE Women’s Championship.
| Nr                                                                                    | Wyniki | Stypulacje | Czas  |
| ------------------------------------------------------------------------------------- | --- | --- | ----- |
| 1D                                                                                    | Super Crazy pokonał Shelton Benjamin                                                                                          | Singles match | 07:00 |
| 2                                                                                     | Johnny Nitro (c) (z Meliną) pokonał Jeffa Hardy’ego                                                                           | Singles match o WWE Intercontinental Championship                                                                  | 17:36 |
| 3                                                                                     | Kane vs. Umaga (z Armando Estradą) zakończyło się podwójnym wyliczeniem poza-ringowym                                         | Singles match | 07:03 |
| 4                                                                                     | The Spirit Squad (Kenny i Mikey) (c) (z Mitchem, Johnnym i Nickym) pokonali The Highlanders (Robbiego i Rory’ego McAllistera) | Tag team match o World Tag Team Championship                                                                       | 08:59 |
| 5                                                                                     | D-Generation X (Triple H i Shawn Michaels) pokonali Mr. McMahona, Shane’a McMahona i Big Showa                                | Hell in a Cell match                                                                                               | 24:55 |
| 6                                                                                     | Trish Stratus pokonała Litę (c) poprzez submission                                                                            | Singles match o WWE Women’s Championship                                                                           | 11:34 |
| 7                                                                                     | Randy Orton pokonał Carlito                                                                                                   | Singles match | 08:41 |
| 8                                                                                     | John Cena pokonał Edge’a (c) (z Litą)                                                                                         | Tables, Ladders and Chairs match o WWE Championship Jeśli Cena przegra, zostanie przeniesiony do brandu SmackDown! | 25:28 |
| (c) – mistrz/mistrzyni przed walkąD – walka była dark matchem (nietransmitowana w TV) | | |       |

### 2007
Unforgiven (2007) – gala wrestlingu wyprodukowana przez federację World Wrestling Entertainment (WWE). Odbyła się 16 września 2007 w FedExForum w Memphis w stanie Tennessee. Emisja była przeprowadzana na żywo w systemie pay-per-view. Była to dziesiąta gala w chronologii cyklu Unforgiven.
Podczas gali odbyło się dziewięć walk, w tym jedna nietransmitowana w telewizji. W walce wieczoru The Undertaker pokonał Marka Henry’ego. Ponadto Randy Orton pokonał Johna Cenę przez dyskwalifikację i nie odebrał mu WWE Championship, zaś Batista zdobył World Heavyweight Championship pokonując Reya Mysterio i poprzedniego mistrza The Great Khaliego.
| Nr                                                                                    | Wyniki                                                                        | Stypulacje                                           | Czas  |
| ------------------------------------------------------------------------------------- | ----------------------------------------------------------------------------- | ---------------------------------------------------- | ----- |
| 1D                                                                                    | Kane pokonał Kenny’ego Dykstrę                                                | Singles match                                        | 0:27  |
| 2                                                                                     | CM Punk (c) pokonał Elijaha Burke’a                                           | Singles match o ECW Championship                     | 11:52 |
| 3                                                                                     | Matt Hardy i Montel Vontavious Porter (c) pokonali Deuce ’n Domino (z Cherry) | Tag team match o WWE Tag Team Championship           | 09:19 |
| 4                                                                                     | Triple H pokonał Carlito                                                      | No Disqualification match                            | 10:40 |
| 5                                                                                     | Candice Michelle (c) pokonała Beth Phoenix                                    | Singles match o WWE Women’s Championship             | 07:17 |
| 6                                                                                     | Batista pokonał Reya Mysterio i The Great Khaliego (c) (z Ranjinem Singhem)   | Triple threat match o World Heavyweight Championship | 08:01 |
| 7                                                                                     | Lance Cade i Trevor Murdoch (c) pokonali Paula Londona i Briana Kendricka     | Tag team match o World Tag Team Championship         | 11:48 |
| 8                                                                                     | Randy Orton pokonał Johna Cenę (c) przez dyskwalifikację                      | Singles match o WWE Championship                     | 07:22 |
| 9                                                                                     | The Undertaker pokonał Marka Henry’ego                                        | Singles match                                        | 11:25 |
| (c) – mistrz/mistrzyni przed walkąD – walka była dark matchem (nietransmitowana w TV) |                                                                               |                                                      |       |

### 2008
Unforgiven (2008) – gala wrestlingu wyprodukowana przez federację World Wrestling Entertainment (WWE). Odbyła się 7 września 2008 w Quicken Loans Arena w Cleveland w stanie Ohio. Emisja była przeprowadzana na żywo w systemie pay-per-view. Była to jedenasta i ostatnia gala w chronologii cyklu Unforgiven.
Podczas gali odbyło się siedem walk, w tym jedna nietransmitowana w telewizji. Podczas gali odbyły się trzy pojedynki typu Championship Scramble – w pierwszym o ECW World Heavyweight Championship Matt Hardy zdobył mistrzostwo pokonując The Miza Chavo Guerrero, Finlaya i poprzedniego mistrza Marka Henry’ego. W kolejnym o WWE Championship mistrz Triple H obronił tytuł pokonując Jeffa Hardy’ego, The Briana Kendricka, Sheltona Benjamina oraz Montela Vontavious Portera. W ostatnim o zawieszony World Heavyweight Championship Chris Jericho zdobył tytuł pokonując Johna „Bradshaw” Layfielda, Batistę, Reya Mysterio i Kane’a. Prócz tego Shawn Michaels pokonał Chrisa Jericho w unsanctioned matchu.
| Nr                                                                                    | Wyniki | Stypulacje                                                        | Czas  |
| ------------------------------------------------------------------------------------- | --- | ----------------------------------------------------------------- | ----- |
| 1D                                                                                    | Evan Bourne pokonał Johna Morrisona                                                                         | Singles match                                                     | –     |
| 2                                                                                     | Matt Hardy pokonał Marka Henry’ego (c), The Miza, Chavo Guerrero i Finlaya                                  | Championship Scramble o ECW Championship                          | 20:00 |
| 3                                                                                     | The Legacy (Cody Rhodes i Ted DiBiase) (c) pokonali Cryme Tyme (Shada Gasparda i JTG’ego)                   | Tag team match o World Tag Team Championship                      | 11:35 |
| 4                                                                                     | Shawn Michaels pokonał Chrisa Jericho                                                                       | Unsanctioned match                                                | 26:53 |
| 5                                                                                     | Triple H (c) pokonał Jeffa Hardy’ego, The Briana Kendricka, Sheltona Benjamina i Montela Vontavious Portera | Championship Scramble o WWE Championship                          | 20:00 |
| 6                                                                                     | Michelle McCool (c) pokonała Maryse                                                                         | Singles match o WWE Divas Championship                            | 05:42 |
| 7                                                                                     | Chris Jericho pokonał Johna „Bradshaw” Layfielda, Batistę, Reya Mysterio i Kane’a                           | Championship Scramble o zawieszony World Heavyweight Championship | 20:00 |
| (c) – mistrz/mistrzyni przed walkąD – walka była dark matchem (nietransmitowana w TV) | |                                                                   |       |

Przypięcia w Championship Scramble o ECW Championship
| Nr. przypięcia | Wrestler       | Nr. wejściowy | Przypięty wrestler | Metoda                 |
| -------------- | -------------- | ------------- | ------------------ | ---------------------- |
| 1              | Chavo Guerrero | 3             | Matta Hardy’ego    | Frog Splash            |
| 2              | Matt Hardy     | 1             | Chavo Guerrero     | Side Effect            |
| 3              | Mark Henry     | 4             | Chavo Guerrero     | World’s Strongest Slam |
| 4              | Finlay         | 5             | Matta Hardy’ego    | Celtic Cross           |
| Zwycięzca      | Matt Hardy     | 1             | The Miza           | Twist of Fate          |

Przypięcia w Championship Scramble o WWE Championship
| Nr. przypięcia | Wrestler           | Nr. wejściowy | Przypięty wrestler   | Metoda        |
| -------------- | ------------------ | ------------- | -------------------- | ------------- |
| 1              | Jeff Hardy         | 1             | The Briana Kendricka | Powerbomb     |
| 2              | The Brian Kendrick | 3             | Jeffa Hardy’ego      | The Kendrick  |
| 3              | Triple H           | 5             | The Briana Kendricka | Pedigree      |
| 4              | Jeff Hardy         | 1             | MVP’ego              | Twist of Fate |
| 5              | Triple H           | 5             | The Briana Kendricka | Pedigree      |
| 6              | Jeff Hardy         | 1             | The Briana Kendricka | Swanton Bomb  |
| Zwycięzca      | Triple H           | 5             | MVP’ego              | Pedigree      |

Przypięcia w Championship Scramble o World Heavyweight Championship
| Nr. przypięcia | Wrestler      | Nr. wejściowy | Przypięty wrestler | Metoda                                                     |
| -------------- | ------------- | ------------- | ------------------ | ---------------------------------------------------------- |
| 1              | Kane          | 3             | JBL'a              | Chokeslam                                                  |
| 2              | Batista       | 1             | Kane’a             | Spinebuster                                                |
| Zwycięzca      | Chris Jericho | 5             | Kane’a             | Przypiął Kane’a po tym jak otrzymał Spinebuster od Batisty |